# Valiček
Valiček je priimek več znanih ljudi:
- Bogomil Valiček (1922—1974), orglár
- Josip Valiček (1879—?), orglár
- Jožef Valiček (1911—1973), orglár